# Ojo de Dios

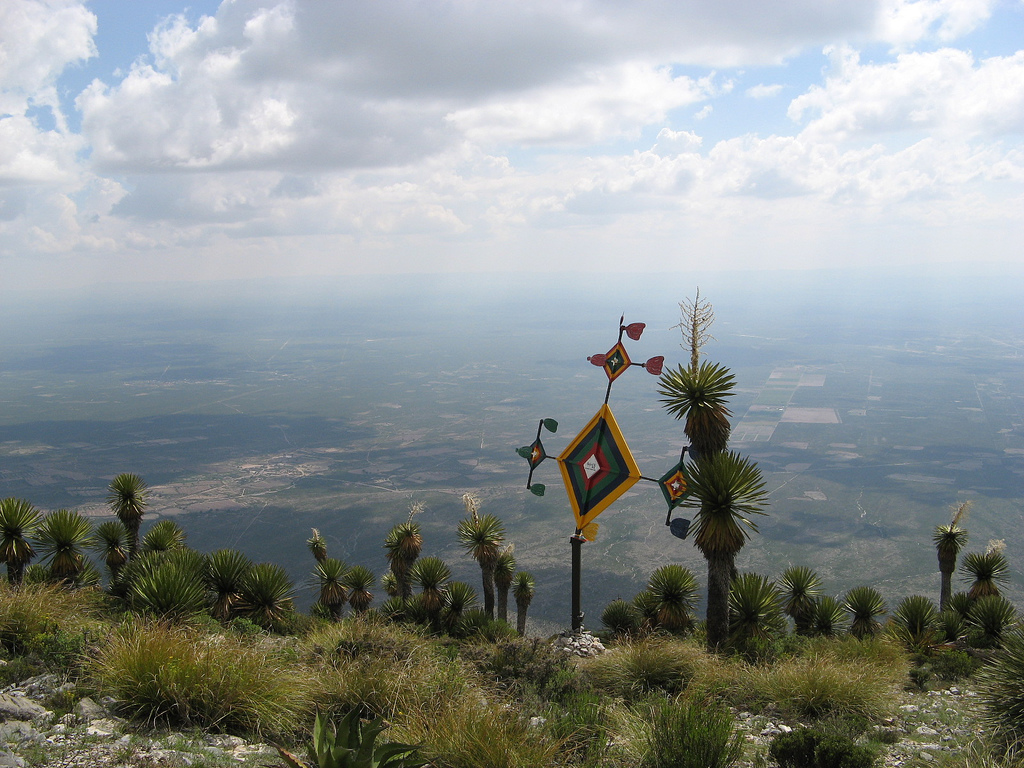
Ojo de Dios en la montaña Quemado, San Luis Potosí, México

Un ojo de Dios es un objeto espiritual y votivo que se hace tejiendo un diseño de hilo sobre una cruz de madera. A menudo se utilizan varios colores. Se encuentran comúnmente en comunidades mexicanas y mexicano-estadounidenses.
Los Ojos de Dios a menudo reflejan una confianza en la Providencia que todo lo ve. Algunos creyentes piensan que el ojo espiritual de un Ojo de Dios tiene el poder de ver y entender cosas que el ojo físico desconoce.
En otras partes de las Américas, los artesanos tejen versiones complicadas o variadas de los tradicionales Ojos de Dios, vendiéndolas como decoraciones u objetos religiosos. También ha habido un gran aumento en el uso de Ojos de Dios como un arte fácil y divertido para los niños.
El Ojo de Dios es una herramienta ritual que se cree que protege a aquellos que oran, un objeto mágico y un antiguo símbolo cultural que evoca el motivo de tejido y sus asociaciones espirituales para los indios huicholes y tepehuanes del oeste de México. Los huicholes llaman a sus ojos de Dios Sikuli, que significa "el poder de ver y entender las cosas desconocidas". Cuando nace un niño, el ojo central es tejido por el padre, luego se agrega un ojo por cada año de vida del niño hasta que el niño cumple los 5 años.
Se cree que servía para dar protección a un niño y a su mamá antes, durante y después del parto